# Shullsburg (hrabstwo Lafayette)
Shullsburg – miejscowość w Stanach Zjednoczonych, w stanie Wisconsin, w hrabstwie Lafayette.